# ФК Катания
„ФК Катания“ (на италиански: Catania Football Club), срещано също като „Калчо Катания“ или само „Катания“, е футболен отбор от Катания, Сицилия, Италия.

## Успехи
Серия Б
- Шампион – 1953-54
- Полуфиналист за Купа на Италия – 2007-08
- Финалист за Купа на Алпите – 1964

## История
Катания е италиански футболен отбор, основан през 1908 в Катания (град), Сицилия. Основателите на клуба са италианския филмов режисьор Гаетано Вентимиля и Франческо Стурцо д'Алдобрандо. Първоначалното име на отбора е А.С Едукационе Физика Про Патриа. В началото на кариерата си тимът играе срещу войницете, които посещават Катания (град).
В Северна Италия футболът е по-организиран и клубовете от тези части на страната вземат участие в Италианския футболен шампионат. Но Катания и другите южни клубове участват единствено в по-малки първенства като Липтън, Сант'Агата и Агордад къпс. След края на Първата световна война клубът успява да достигне до втора дивизия и сменят името си на Социета Спортива Катания. За първи път се състезава в Серия Б през сезон 1934-35, където завършват четвърти.
След 3 сезона прекарани в тази серия, те отново са понижени до Серия Ц1. През 1938-39 купата на Серия Ц1 и отново сменят името си този път на Асоционе Калчо Фасцита Катания.
След края на Втората световна е организирано местно състезание. В края на сезона към клуба се присъединява и местния Елефанте Катания. След сливането отборът продължава да играе в Серия Ц1. Към лигата се присъединява и клуба Виртус Катания, който завършва на 8-о място. В края на сезона Катанезе и Виртус се сливат и формират Клуб Калчо Катания. Президент на новооснования клуб става Santi Manganaro-Passanisi. През сезон 1948-49 тима си осигурява повишение до Серия Б.
Края на 50-те и 60-те се смятат за „златните години" на Катания. През този период клуба успява да си спечели място в Серия А. Под ръководството на мениджъра Кармело Ди Бела завършват на 8-о място, задминавайки отбори като Лацио и Наполи.
През 1966 обаче следва отново връщане в Серия Б. Започва доста противоречив период за клуба, който непрестанно сменя позиците си в класацията на италианските отбори. Най-ниската точка в историята си, клубът постига през 1993, когато клубът е затворен заради финансови несъответствия. След съдебна битка решението на Италианска футболна федерация се обявява за невалидно и Катания се връща във футбола. През сезон 2006-07 клубът за първи път от 20 години се класира в Серия А. Първият сезон прекаран там започва успешно. Завършват на 4-то място.
На 2 февруари 2007 присъствието им в челните позции на лигата е помрачено. По време на мач срещу Палермо привърженик на Катания убива полицай. В резултат на това се отмянят всички футболни събития за определен период(в това се включват както мачове от клубно, така и от национално ниво). Повлиян от случилото се президентът и собственик на Катания изразява желанието си да напусне футболния свят.

## Известни футболисти
- Енцо Беардзот
- Клаудио Раниери
- Хуан Варгас
- Луис Оливейра
- Николае Дика
- Макси Лопес

## Бивши треньори
- Пиетро Виерховод
- Джон Тошак
- Валтер Дзенга
- Диего Симеоне
- Синиша Михайлович